# Fujioka Fujimaki
Pour les articles homonymes, voir Fujioka (homonymie).
Fujioka Fujimaki (藤岡藤巻) est un duo japonais de musique folk, formé en 2003 par deux ex-membres du groupe des années 1970 Marichans (まりちゃんズ) : Takaaki Fujioka (藤岡 孝章, né le 5 juin 1952) et Naoya Fujimaki (藤巻 直哉, né le 20 août 1952).
Après deux albums et une collaboration avec Mai Satoda, il rencontre le succès en 2008 en interprétant avec Nozomi Ōhashi la chanson thème du film Ponyo sur la falaise d'Hayao Miyazaki, parue sur un single qui reste classé pendant une année.

## Discographie

### Albums
- 2006 : Fujioka Fujimaki I (藤岡藤巻I)
- 2007 : Fujioka Fujimaki III (藤岡藤巻III)

### Singles
- 2005 : Yoroketa Hyōshi ni Tachiagare! (よろけた拍子に立ち上がれ!)
- 2006 : Musume yo (娘よ)
- 2007 : Oyaji no Kokoro ni Tomotta Chiisana Hi (オヤジの心に灯った小さな火), avec Satoda Mai
- 2007 : Gake no Ue no Ponyo (en) (崖の上のポニョ), avec Nozomi Ōhashi
- 2010 : Zoku Oyaji no Kokoro ni Tomotta Chiisana Hi (続・オヤジの心に灯った小さな火), avec Satoda Mai